# Ersi Sotiropoulos
Ersi Sotiropoulos (griechisch Έρση Σωτηροπούλου; * 1953 in Patras) ist eine griechische Schriftstellerin.

## Leben
Ersi Sotiropoulos studierte an der Universität Florenz Philosophie und Kulturelle Anthropologie, die sie mit Abschlüssen (Bachelor und Master) verließ. Danach war sie von 1983 bis 1991 an der griechischen Botschaft in Rom als Beraterin für kulturelle Angelegenheiten angestellt. Von 1994 bis 1996 leitete Sotiropoulos das Pressebüro des Griechischen Filmzentrums in Athen. Zwischen 1998 und 2002 verfasste sie Kolumnen für die linke griechische Tageszeitung Eleftherotypia.
Sotiropoulos lebt als freie Schriftstellerin in Athen.

## Werk
Ihre Karriere als Schriftstellerin begann Sotiropoulos wie viele ihrer Autorenkollegen ab den 1980er-Jahren als Lyrikerin. Schon bald wandte sie sich der Prosa zu. Sie zählte zu Beginn der 2000er-Jahre zur Avantgarde der griechischen Literaturszene und ist Autorin von 16 Prosa- und Gedichtbänden. Einige wenige Gedichte wurden in Literaturzeitschriften veröffentlicht. Auch verfasste sie Drehbücher für das Kino und Fernsehen und nahm an Ausstellungen für Visuelle Poesie teil.
Erfolg war Sotiropoulos unter anderem im Jahr 2000 mit ihrem in der Gegenwart angesiedelten Roman Ζιγκ-ζαγκ στις νεραντζιές (1999, Zink-zank stis nerantzies; deutsch etwa „Zickzack in Bitterorangenbäumen“) beschieden. Das Werk über vier junge Griechen, deren Schicksale sich miteinander verbinden, gewann im Jahr 2000 mit dem Staatlichen Literaturpreis für den besten Roman und der Auszeichnung der Zeitschrift Diavaso Griechenlands wichtigste Literaturpreise. Im selben Jahr erschien unter dem Titel Bittere Orangen eine deutsche Übersetzung von Doris Wille im Verlag dtv. Die Rezensentin Barbara Oetter (der Freitag) zählte Sotiropoulos zu jener Zeit zu den interessantesten Stimmen feministischer und postfeministischer Problematik in der neueren griechischen Prosa und den Roman zu den schönsten Texten des letzten Jahrzehnts. Oetter gab zwar an, dass die „ständigen (und manchmal gewaltsamen) Experimente mit dem Schreiben“ der Autorin Gefahr liefen, „ihre Texte aufzulösen“, doch pries sie Bittere Orangen „der kristallklaren Sprache wegen und der kurzen, lakonischen Sätze, die Tragik und Komik, Scherz und Ernst, Melancholie und pubertäre Albernheit in perfekter Schwebe“ hielten. Weitere Werke von ihr wurden in die englische, französische, italienische und spanische Sprache übertragen.
Ab Frühjahr 2007 stand Bittere Orangen in Griechenland im Mittelpunkt einer hitzigen Debatte über Zensur, Moral und Meinungsfreiheit. Angeheizt worden war diese durch den rechtsextremen Politiker Konstantinos Plevris, der juristisch gegen die seiner Meinung nach „unmormalischen Szenen“ in dem Roman vorging. Daraufhin wurde Bittere Orangen aus allen Schulbibliotheken Griechenlands entfernt. Plevris verlor den Rechtsstreit und im Jahr 2009 wurde Bittere Orangen wieder in die Schulbibliotheken aufgenommen.
Im Oktober 2024 wurde sie von den griechischen Medien als eine Favoriten für den Literaturnobelpreis gehandelt, der dann jedoch an die Koreanerin Han Kang vergeben wurde.

## Auszeichnungen (Auswahl)
- 1981: University of Iowa International Writing Program Fellowship
- 1992: Commendatore dell’Ordine
- 1996–1997: Princeton University Fellowship
- 2000: Staatlicher Literaturpreis für Zink-zank stis nerantzies (Bester Roman)
- 2000: Preis der Zeitschrift Diavaso für Zink-zank stis nerantzies (Bester Roman)
- 2012: Staatlicher Literaturpreis für Na niōtheis mple, na ntynesai kokkina (Beste Kurzgeschichtensammlung)
- 2016: Premio Dante Alighieri di Poesia
- 2017: Prix Méditerranée Étranger für Ce qui reste de la nuit (französische Übersetzung von Ti menei apo tē nychta)
- 2019: National Translation Award für What’s Left of the Night (englische Übersetzung von Ti menei apo tē nychta)